# Нерсесов Євген Вікторович
Євген Вікторович Нерсесов (13 вересня 1921 — 25 лютого 2009) — радянський дипломат, Надзвичайний і Повноважний Посол.

## Біографія
Член КПРС із 1944 року. Учасник німецько-радянської війни, служив в 11-му танковому полку 11-ї танкової бригади та в 141-му танковому полку 61-ї танкової дивізії. Закінчив Московський державний інститут міжнародних відносин (МДІМВ) МЗС СРСР (1951). На дипломатичній роботі з 1951 року.
- У 1951—1954 роках — співробітник центрального апарату МЗС СРСР.
- У 1954—1961 роках — співробітник посольства СРСР у Франції.
- У 1961—1962 роках — співробітник центрального апарату МЗС СРСР.
- У 1962—1965 роках — на відповідальній роботі в центральному апараті МЗС СРСР.
- У 1965—1969 роках — радник посольства СРСР у Сирії.
- З 29 липня 1969 року по 18 вересня 1974 року — Надзвичайний і Повноважний Посол СРСР в Чаді[2].
- У 1974—1978 роках — на відповідальній роботі в центральному апараті МЗС СРСР.
- З 3 жовтня 1978 року по 24 грудня 1983 рік — Надзвичайний і Повноважний Посол СРСР в Марокко[3].
- З 24 грудня 1983 року по 11 грудня 1987року — Надзвичайний і Повноважний Посол СРСР в Малі[4].